# توني راي (شخصية أعمال)
توني راي (بالإنجليزية: Tony Wray)‏ هو شخصية أعمال بريطاني، ولد في 2 نوفمبر 1961 في ليستر في المملكة المتحدة.